# Coulée verte
Ne doit pas être confondu avec Voie verte.

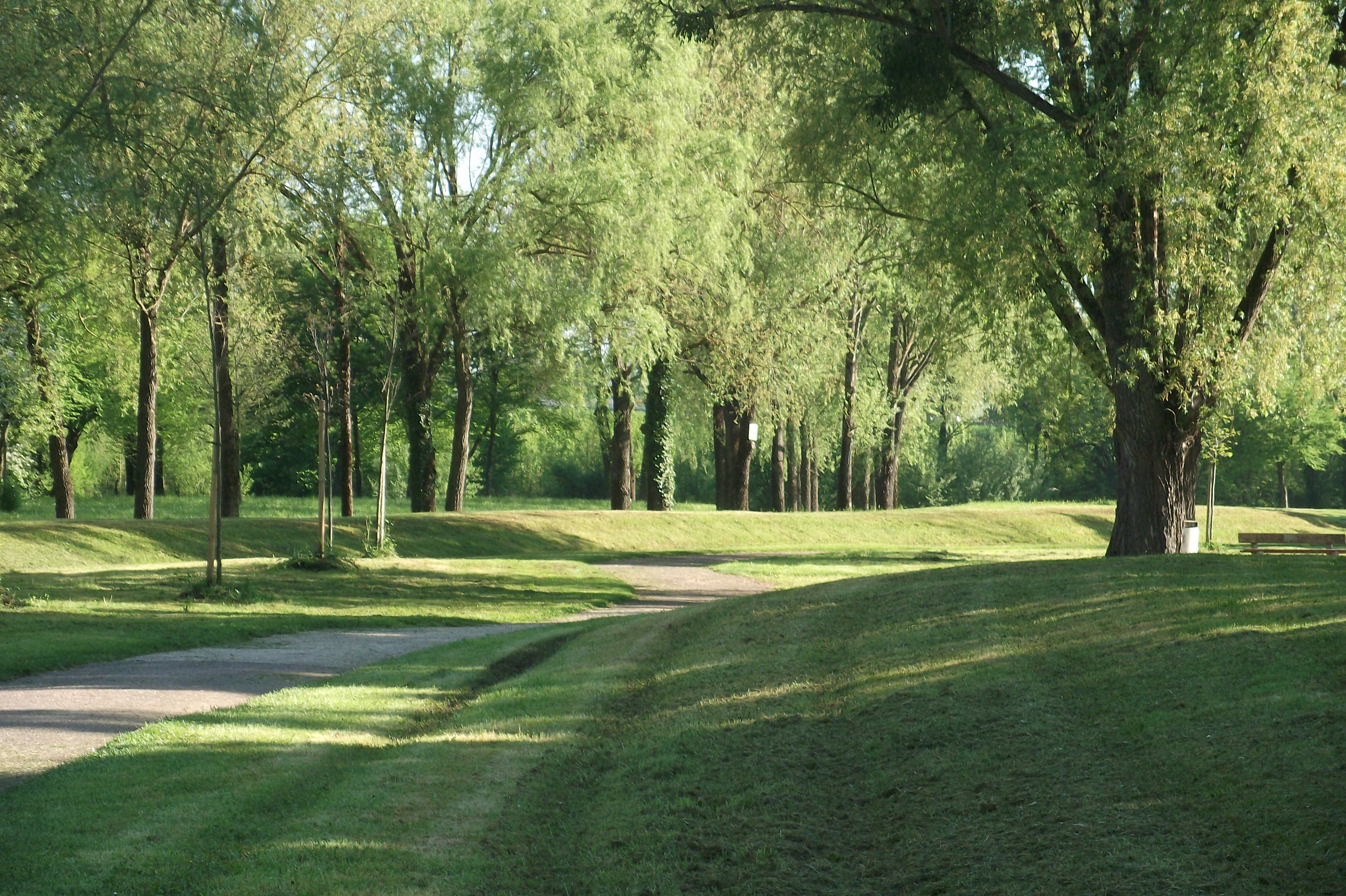
Une coulée verte à Vesoul, dans la Haute-Saône

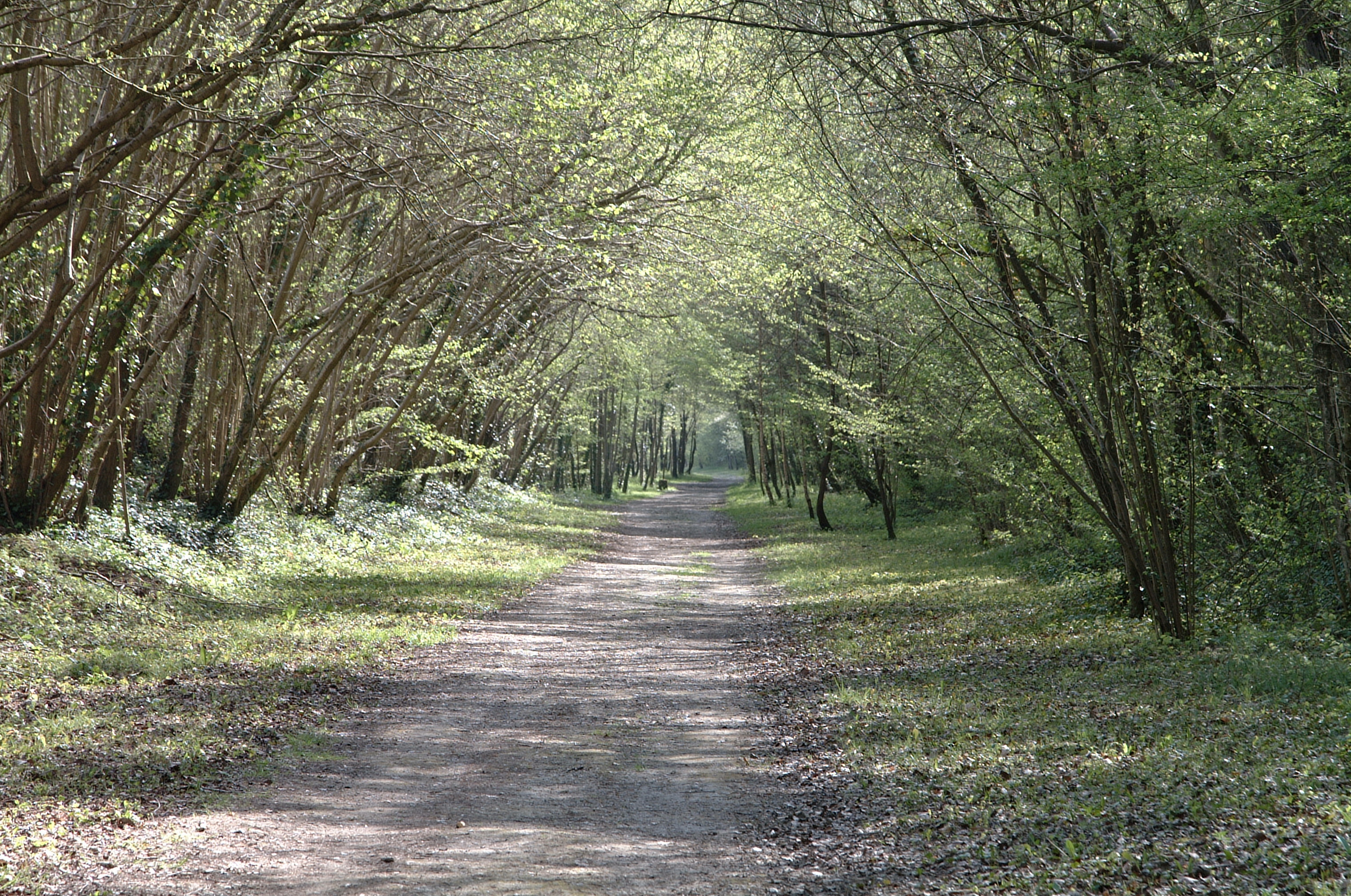
Coulée verte sur l'ancienne ligne Beauvais - Amiens.

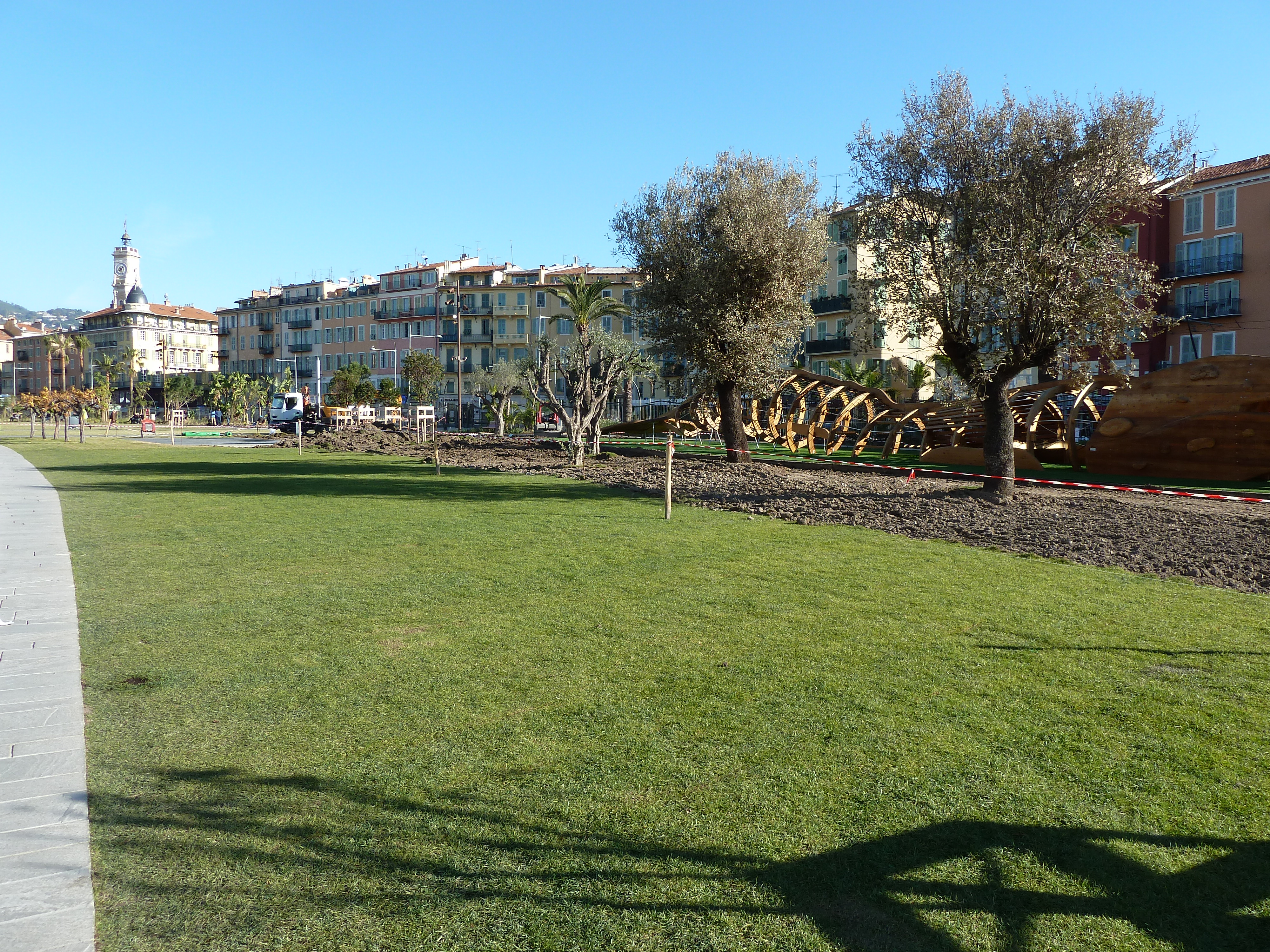
Promenade du Paillon à Nice

On appelle coulée verte — ou parfois promenade plantée — un espace vert aménagé et protégé dans le cadre d'un plan d'urbanisation.
Il peut avoir une vocation de corridor biologique et être un élément d'un réseau écologique ou s'inscrire dans un réseau de déplacements doux. Le concept de trame verte et bleue s'y rattache, sur un périmètre plus étendu.

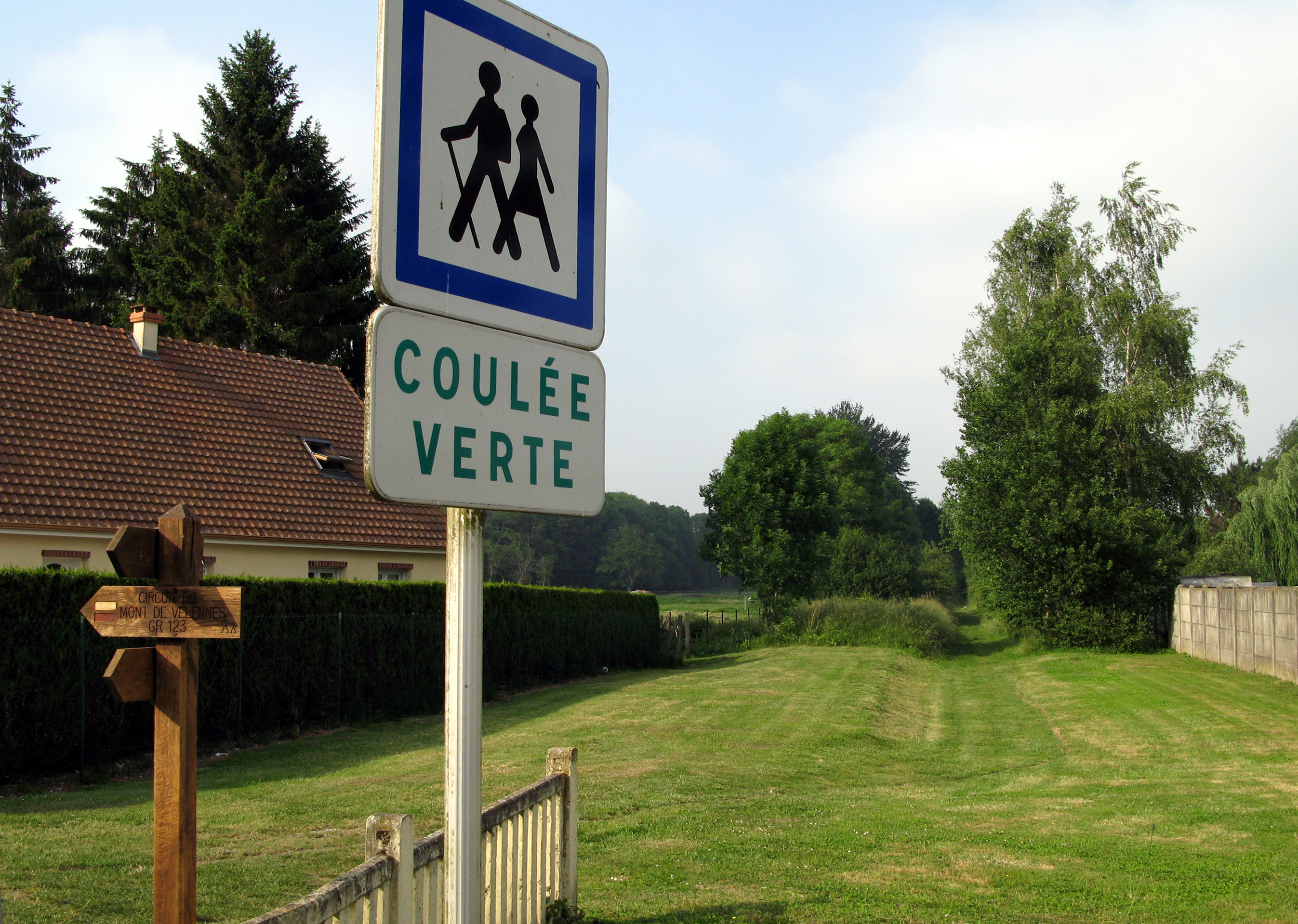
à Lœuilly, dans la Somme